# Art Clokey
Arthur „Art” Clokey (eredetileg: Arthur C. Farrington) (Detroit, Michigan, 1921. október 12. – Los Osos, Kalifornia, 2010. január 8.), amerikai animációs filmes, aki agyagból, plasztilinből készült figurákat mozgatott.

## Élete
Szülei kilencéves korában elváltak, ő az apjánál maradt annak autóbalesetben bekövetkezett haláláig. Ekkor édesanyjához került Kaliforniába, de később a mostohaapja miatt árvaházba került. Aztán tizenkét éves korában örökbe fogadta Joseph W. Clokey zeneszerző, orgonista.
| Arthur Clokey                             | Arthur Clokey                             |
| Kattints az alábbi külső linkek egyikére! | Kattints az alábbi külső linkek egyikére! |
| ----------------------------------------- | ----------------------------------------- |
| Nem található szabad kép.(?)              |                                           |
| külső link · jogvédett                    | A Boston.com képe                         |

1955-ben az Észak-Kaliforniai Egyetem egyik professzora, Slavko Vorkapich hatására elkészítette első filmjét (Gumbasia). Ezzel a művel feleségével közösen megteremtették a Gumby nevű figurát és a Pokey nevű lovat, akik különböző televíziós sorozatműsorokban igen népszerűvé váltak.
A Gumbasia után sok más kísérleti animációs rövidfilmet készített pályafutása során. A legismertebbeké a Mandala és a The Clay Peacock váltak. A hatvanas-hetvenes években készített Davey and Goliath című sorozata készítését fia, Joe Clokey folytatta.
Születésnapja előtti tisztelgésből a Google 2011. október 12-i logóját Clokey animált figuráiból állították össze.